# Camerata Cornello
Camerata Cornello é uma comuna italiana da região da Lombardia, província de Bérgamo, com cerca de 594 habitantes. Estende-se por uma área de 12 km², tendo uma densidade populacional de 50 hab/km². Faz fronteira com Cassiglio, Lenna, Piazza Brembana, San Giovanni Bianco, Taleggio.
Pertence à rede das Aldeias mais bonitas de Itália.

## Demografia
| Variação demográfica do município entre 1861 e 2011                               |
|                                                                                   |
| Fonte: Istituto Nazionale di Statistica (ISTAT) - Elaboração gráfica da Wikipedia |